# Нахіджеванік
Нахіджеванік (вірм. Նախիջևանիկ), Нахчіванли (азерб. Naxçıvanlı) — село у Аскеранському районі Азербайджанської Республіки. Село розташоване на південний схід від Аскерана, поруч з селами Вардадзор та Кятук.

## Пам'ятки
У селі розташовані церква Сурб Аствацацін (Святої Богородиці) 17 століття, селище «Вардер» 16-19 ст., кладовище 18-19 ст. та гробниці 2-1 тисячоліття до н.е.